# انور براهم
انور براهم یا اَنوَر ابراهیم (زاده ۲۰ اکتبر ۱۹۵۷) نوازنده تونسی است که ساز بربط (عود) را وارد سبکهای جاز و عصر نو کرده است. عمده شهرت وی به دلیل نوآوری در ترکیب موسیقی سنتی و کلاسیک عربی با موسیقی جاز است.

## زندگی
انور به تشویق پدرش از ده سالگی به یادگیری عود در مدرسه ملی موسیقی تونس و نزد استاد مجرب علی سریتی پرداخت و در پانزده سالگی با ارکسترهای محلی همکاری کرد. در شروع کار تمرکز او روی موسیقی عربی بود و به تدریج از المانهای سبکهای دیگر مانند جاز و نیوایج نیز استفاده کرد.

انور براهم از پانزده سالگی در ارکسترهای محلی و کوچکتر می‌نواخت، در هجده سالگی تصمیم گرفت تا موزیک را به عنوان حرفه اصلی خود انتخاب کند. در همان زمان، آموزش خصوصی موسیقی سنتی و کلاسیک را نزد علی سریتی آغاز کرد.

در سنین نوجوانی او به همنوازی در مجالس شادی و عروسی پرداخت. موسیقی سنتی عربی بیشتر برای سرگرمی و مراسم شادی و عروسی در نظر گرفته می‌شد. این همنوازی دیگر رضایتبخش او نبود؛ بنابراین او شروع به نوشتن چندین قطعه کرد و کنسرتهای تکنوازی ترتیب داد که مورد توجه مردم و رسانه‌ها قرار گرفت. وی توانست با سعی در آمیختگی کیفیتها و اِلمانهای مشرق و مغرب مخصوص به موسیقی عرب و با یک دید غیر نوستالژیک شرقی و در عین حال امروزی، موزیک منحصربه‌فرد خود را بیافریند.

## موسیقی
در سال ۱۹۸۱علاقهٔ او به تجربه‌های جدید در زمینه موسیقی مدرن باعث سفر به پاریس برای ملاقات با نوازندگان بیشمار فرانسوی شد که این سفر چهار سال به طول انجامید. او در پاریس موفق به ساختن قطعاتی برای تئاتر و سینمای تونس شد. از جمله این آثار می‌توان به موسیقی متن یک نمایش رقص باله اثر موریس بژار و موسیقی متن فیلم «هانا» به کارگردانی کوستا گاوراس اشاره کرد.

او در سال ۱۹۸۵ به تونس بازگشت. دعوت به فستیوال کارتاگو سبب آشنایی او با نوازندگان جاز فرانسوی، ترک و تونسی شد و با همین افراد پروژه ۸۵ را آغاز کرد، پروژه‌ای که جایزه ملی موزیک تونس را نصیب او کرد.

او در سالهای بعد نیز همواره در پروژه‌های مختلفی شرکت داشت و همین امر وی را به ریشه‌های موسیقیاییش بازگرداند. براهم مدتی با یک گروه کوچک و بر روی یک تخت با ساختار اصلی و سنتی موسیقی عربی کار کرد. تختی که بر آن یک ارکستر موزیک سنتی متشکل از سولیستها، تکنوازان و بداهه نوازان نشسته و می‌نواختند. او بدین طریق قصد داشت صمیمیت موزیک مجلسی عرب را زنده نگاه دارد و توانست در سال ۱۹۸۸ در فستیوال کارتاگواز این بابت باز یک موفقیت بزرگ دیگر کسب کند.

او طی سفری به کانادا و آمریکا با مانفرد ایشر تهیه‌کننده ئی‌سی‌ام رکوردز، که در ارائه کارهای نو و آوانگار جاز و نیوایج شهرت داشت، آشنا شد که نتیجهٔ آن چندین آلبوم مشترک بود. اولین آلبوم مشترک در سال ۱۹۹۱ با همکاری نوازندگانی از کشور ترکیه چون شبیر سلمی و لاسر حسنی به بازار آمد. آلبوم دومش با بارباروس ارکوز نوازنده کلارینت ضبط شد. در سال ۱۹۹۴ براهم آلبوم «مدار» را ارائه کرد که با نوازنده ساکسیفون نروژی یان کارباروک و نوازنده طبل پاکستانی شوکت حسین اجرا شده بود. آلبوم چهارم او «خمس» در سال ۱۹۹۵ با همکاری نوازنده آکوردئون ریچارد گالیانو تهیه شد. در این آلبوم شبیر سلمی نوازندگی ویولن را به عهده داشت. او همچنین با نامیان عرصه موسیقی چون باس نواز پاله دنیلسون و نوازنده آکوردئون ژان لوئی ماتیی‌یه به همکاری پرداخته است. انور براهم به دلیل توانایی خود در تلفیق موسیقی جاز غربی در موسیقی مدیترانه و شرق، یک موسیقی‌دان معروف جهانی محسوب می‌شود. وی در سال ۲۰۱۰ موفق به دریافت جایزه اکوجاز شد.

موسیقی انور براهم در طبقه‌های موسیقی موجود نمی‌گنجد. این عدم قابلیت طبقه‌بندی، وجه تمایز موسیقی او شده است. چرا که او به عنوان موسیقی‌دانی که گونهٔ کارهایش از جاز تا موزیک جهانی تعریف شده، برای محیط موسیقایی و تأثیرگذاری موسیقی خود نوعی آزادی نامتعارف برگزیده است. علی‌رغم اینکه معمولاً در میان ارکسترهای بزرگ جایی برای عرضه کار تکنوازی نیست، با این حال براهم با صبر، جای خود را به این مکانها باز کرده است.

او در طی شش سال زندگی در پاریس (۱۹۸۷–۱۹۸۱) در جشنواره‌های هنری مختلفی شرکت کرد و جوایز معتبری را از آن خود نمود.
روزنامه گاردین دربارهٔ او نوشته است: «براهم در سبک جاز پیشتاز است چون فراتر از آن می‌نوازد.»

## شیوه آهنگسازی و نوازندگی
انور ابراهم هنرمندی است که سنت‌ها، موسیقی و میراث فرهنگ عربی را بسیار خوب و به‌شکلی عمیق می‌شناسد و در عین حال انسانی است کاملاً مدرن که همراه با زمانهٔ خویش به‌سوی آینده پیش می‌رود. او هنرمندی است که از برخورد و ارتباط میان فرهنگ‌های مختلف آسیب ندیده و همیشه از این‌که با موسیقی‌دان‌هایی در حوزه‌های مختلف و جایگاه‌های متفاوت از خود معاشرت داشته باشد لذت می‌برد. او با طیف گسترده‌ای از آهنگسازان و نوازندگان ارتباط دارد و در هر بار ملاقات با آنها، به دنبال تازه‌کردن افکار و اندیشه‌های خویش است و این در حالی است که همواره هویت و خصوصیات فردی خود را نیز حفظ می‌کند. ابراهم معتقد است سنتی که توانایی تغییر یا تطبیق را نداشته باشد، محکوم به مرگ است و به‌همین دلیل است که او بدون ذره‌ای تردید از تغییرات استقبال می‌کند و دریچهٔ موسیقی‌اش را برای ورود هر نوع بیان نو و تازه‌ای، بازمی‌گذارد.
این آهنگساز تونسی از یک‌سو تمام ساختار موسیقی سنتی عربی و از سوی دیگر موسیقی جاز را به‌هم ریخته و در مسیر حرکت خود، ملودی‌ها و سبک‌های سنتی کشور زادگاهش را به‌سمت نوعی موسیقی بداهه تغییر داده است. موسیقی‌ای که وقتی بر مبنای موسیقی جاز اجرا می‌شود، بسیار تأثیرگذار به‌نظر می‌رسد. اساس کار ابراهم بر نوع موسیقی جاز است و او در این مسیر، به یک سبک شخصی دست یافته و بیانی خاص در ساز و موسیقی خود دارد. او دربارهٔ ارتباطش با موسیقی جاز این‌گونه می‌گوید: «من هرگز ادعا نمی‌کنم که یک جازیست هستم، اما مطمئنم که به گروهی تعلق دارم که در همان فضا کار می‌کنند و موسیقی خلق می‌کنند؛ موسیقی‌دانانی مانند «اگبرتو گیسمونتی» (Egberto Gismonti)...».
برای ابراهم چندان راحت نیست که از شروع کار خود و چگونگی تلفیق موسیقی جاز با موسیقی عربی سخن بگوید. به اعتقاد او «خیلی مشکل است که دربارهٔ آنچه بر ما اثر می‌گذارد صحبت کنیم. چرا که موسیقی در شکل‌های مختلف آن، از درون می‌جوشد و درواقع از آنچه اندوخته‌ایم…». او همچنین دربارهٔ آنچه بر وی اثر گذاشته نیز این‌طور می‌گوید: «من مجذوب سینما بودم، بخصوص سینمای موج نوی فرانسه. در روزهای جوانی بیشتر به سینما می‌رفتم تا کنسرت…». بر اثر شیفتگی‌ای که همیشه نسبت به سینما، تئاتر، باله و رقص در ابراهم وجود داشته، او همواره به جست‌وجو در آثار موسیقی همهٔ انواع و سبک‌های هنری پرداخته است تا بتواند به‌مرور از طریق تاثیرپذیری از آنها به بیانی پالوده و شخصی و بکر برسد.
این نوع تاثیرپذیری او از محیط، تنها به هنر محدود نمی‌شود. به گفتهٔ خودش، وقتی که برای جدیدترین آلبومش آهنگ می‌ساخته است، درخت پشت پنجرهٔ اتاقش، بسیار برای او الهام‌بخش بوده؛ مثلاً حرکت شاخه‌ها موجب شده است تا در ریتم کارش نوعی حالت جهش (مانند حرکت فنر) به‌وجود آورد.
زمانی از ابراهم پرسیدند که منبع الهام و شهودش در موسیقی چیست(؟) و او پاسخ داد: «درختی که همزمان با قد کشیدن از سطح زمین و بزرگ‌شدن، ریشه‌های خود را در زیر زمین گسترش می‌دهد و بیشتر به عمق فرومی‌رود» و این تصویری است که به‌شکلی آشکار با تونس، کشور زادگاهش نیز ارتباط می‌یابد؛ کشوری چند وجهی که از یک سو ریشه در فرهنگ اعراب مسلمان دارد و از سوی دیگر فرهنگ آفریقایی و مدیترانه‌ای نیز در آن گسترش یافته است. رد پا و نشانه‌های این تأثیرات همیشه در آثار ابراهم احساس می‌شود.
انور ابراهم عودنوازی است که رمز و راز اعماق صدا را جست‌وجو کرده و در زمانی طولانی و با شیفتگی بسیار، به ژرف‌کاوی در میراث موسیقی هنری دنیای عرب و جهان اسلام پرداخته و در کنار آن، تمام انواع شناخته‌شدهٔ موسیقی جاز را نیز بررسی کرده است. او که در چارچوب قوانین هیچ‌کدام از ناشران موسیقی نمی‌گنجد، توانسته در همین مسیر به نوعی بیان آزاد دست یابد که در بستر فرهنگی و موسیقایی‌ای که در آن رشد کرده، محصولی کاملاً غیرمعمول است. همین نکته که موسیقی‌اش در برابر طبقه‌بندی‌ها ایستادگی می‌کند، می‌تواند معیار خوبی برای سنجش درستی خط‌مشی هنری او باشد.

## آلبوم‌های انفرادی
| سال  | نام آلبوم            | نام اصلی                              |
| ---- | -------------------- | ------------------------------------- |
| ۱۹۹۱ | برزخ                 | Barzakh                               |
| ۱۹۹۲ | افسانه عشق           | Conte de l'Incroyable Amour           |
| ۱۹۹۴ | سکوت قصر             | The Silences of the Palace            |
| ۱۹۹۵ | خُمسا                 | Khomsa                                |
| ۱۹۹۸ | ثمار                 | Thimar                                |
| ۲۰۰۰ | کافه آستاراخان       | Astrakan Café (as Anouar Brahem Trio) |
| ۲۰۰۲ | پنجهٔ گربهٔ سیاه       | Le Pas du Chat Noir                   |
| ۲۰۰۶ | سیاحت سحر            | Le Voyage de Sahar                    |
| ۲۰۰۹ | چشمان شگفت‌انگیز ریتا | The Astounding Eyes of Rita           |
| ۲۰۱۴ | یادآوری              | Souvenance                            |
| ۲۰۱۷ | مقام‌های آبی          | Blue Maqams                           |